# Хелина (Оклахома)
Хелина (енгл. Helena) град је у америчкој савезној држави Оклахома.

## Демографија
По попису из 2010. године број становника је 1.403, што је 960 (216,7%) становника више него 2000. године.
| Група             | 2000.       | 2010.       |
| Белци             | 418 (94,4%) | 958 (68,3%) |
| Афроамериканци    | 2 (0,5%)    | 211 (15,0%) |
| Азијати           | 0 (0,0%)    | 5 (0,4%)    |
| Хиспаноамериканци | 8 (1,8%)    | 105 (7,5%)  |
| Укупно            | 443         | 1.403       |